# دهستان وایکه-ماریا
دهستان وایکه-ماریا (به لاتین: Väike-Maarja Parish) یک دهستان در استونی است که در شهرستان لنه-ویرو واقع شده‌است.

## خصوصیات
دهستان وایکه-ماریا ۴۵۷٫۳۹ کیلومترمربع مساحت و ۵٬۴۲۱ نفر جمعیت دارد.

## خواهرخوانده
شهرهای Sirdal، Hausjärvi، دهستان کارما، Sonkajärvi و Tommerup Municipality خواهرخوانده‌های دهستان وایک-ماریا هستند.